# North East Derbyshire
North East Derbyshire ist ein District in der Grafschaft Derbyshire in England. Verwaltungssitz ist die Stadt Wingerworth. Bedeutende Orte sind Arkwright Town, Ashover, Calow, Clay Cross, Dronfield, Eckington, Killamarsh, North Wingfield, Tupton und Wingerworth.
Der Bezirk wurde am 1. April 1974 gebildet und entstand aus der Fusion der Urban Districts Clay Cross und Dronfield sowie fast des gesamten Rural District Chesterfield.
Koordinaten: 53° 12′ N, 1° 30′ W